# Georg Münch (Pastor)
Georg Münch (geboren 24. September 1631 in Göttingen; gestorben 1. August 1678 in Hannover) war ein deutscher evangelischer Geistlicher.

## Leben
Georg Münch wurde zur Zeit des Dreißigjährigen Krieges in Göttingen geboren. Er besuchte die Schule in Celle und studierte an der Universität Rostock, die er mit dem Abschluss als Magister verließ, bevor er die Stelle als Pastor in Aerzen antrat.
1674 wurde Münch nach Hannover berufen, wo er als Nachfolger des Magisters Johann Justus Matthiae und als 21. Prediger nach der Reformation in Hannover am 5. August 1674 die Stelle des Pastors an der Aegidienkirche antrat. Zuvor hatte er eine dann auch gedruckte Abschieds-Predigt in Aerzen gehalten.
Zu seinen gedruckten Leichenpredigten zählt die für den Abt von Loccum Johann Kotzebue sowie 1881 für Elisabeth Wedekind, Witwe des Melchior Wilkens.
Georg Münch wurde 1678 direkt am Altar in der Aegidienkirche bestattet. Ein Bildnis von ihm wurde im Chor beim Altar aufgestellt mit einer lateinischen Inschrift als Kurzbiographie. Nachfolger Münchs als Prediger in St. Aegidien wurde Conrad Christoph Heinemann.

## Familie
Georg Münch heiratete Ursula Elisabeth Erythropel. Das Ehepaar als Sohn den späteren Superintendenten in Hardegsen Johann Henrich Münch sowie zwei Töchter, von denen eine Ehefrau des Konsistorialrats Levin Burchard Langschmidt wurde.

## Schriften
- Des H. Königs Davids und aller Gottliebenden Creutzträger Trost im Elend : Aus dem CXIX. Psalm. v. 92. In einer Leich-Sermon Den 12. Martii Anno 1671. Bey der Adelichen Beysetzung Der ... Anna Dorothea von Kersenbruch/ Des ... Liborius von Münchhausen Auff Rinteln und Schwöbber Erbsassen/ auch gewesenen Drosten zu Ertzen und Bückeburg. Nachgelassener Witwen/ Fürgetragen/ erkläret/ und auff Begehren in Druck heraus gegeben / von M. Georgio Münch/ Pastori zu Ertzen, Rinteln: Wächter, 1671; Digitalisat über die Niedersächsische Staats- und Universitätsbibliothek Göttingen (SUB)
- Beständige Ruhe/ und Zufriedenheit einer gläubigen Seele/ welche sie findet in der Güte Gottes : Auß dem CXVI. Psalm/ v. 7, 8. in einer Leich-Sermon gezeiget den 15. T. Septembr. Anno 1672. Als den Abend vorher der verblichene Corper Der ... Jfr. Helenen von Münchhausen/ Stiffts-Jungfern des Adelichen Freyen Käyserlichen Stiffts Minden ... in Ihres Adeliches Erb-Begräbniß war beygesetzet worden/ Und auff Begehren in Druck heraus gegeben / von M. Georgio Münch, Pastore zu Ertzen, Rinteln: Wächter, 1673; Digitalisat über die SUB
- Pilgramm Und Christ-Adelicher Wandersman fürstellend/ Wie ein jeder Christlicher Streitter und Kämpffer/ auff dem Lauff seiner Wanderschafft/ auß Antrieb rechtschaffener Tugend/ sich bearbeiten soll/ mit einem Aug ins Zeitliche; mit beiden aber ins ewige zu schauen : Dargestellet/ Zu Ehren und rühmlichem Nach-Spruch/ Des ... Adam Arnds von Oyenhaussen/ Erben zur Grefenburg und Weldessen/ Beyder Herren Graffen zu Leuningen Westerburg gewesenen Hoffmeistern. Welcher auff seiner Rittermässigen Wanderschafft zu Rohm An. 1672. am 2. 8bris ... entschlaffen/ und zu Aqua Citosa ... bestattet / Deme diese Ehren-Gedächtnüß auffgerichtet worden Durch Hn. Henrich Duncker/ und Hn. M. Georg Münch/ beyde Seelsorgere zur Hämelschenburg und respective zu Ertzen, Rinteln: Wächter, 1673; Digitalisat über die SUB
- Assaphs inbrünstiges Gebet/ schwere Anfechtung und ritterlicher Sieg : In einer Trost- und Leich-Sermon aus dem LXXVII. Psalm vorgestellet/ Als Des ... Herrn Johannis Kotzebuen/ Hochverdienten Abts des Käyserl. freyen Stiffts Loccum ... Entseeleter Cörper Anno MDCLXXVII. den 21ten Martii zu Hannover in S. Aegidii Kirche ... beygesetzet worden. Und Auff Begehren zum Druck befodert / Durch M. Georgium Münch/ Pastorem daselbst, Hannover: Grimm, [1677]
- Eintziger/ bewehrter/ und unbeweglicher Trost-Grund/ In allerley Geistlichen und leiblichen Anliegen : Bey Christlicher Leichbegängniß/ Der ... Frauen Elisabeth Wedekinds/ Des ... Herrn Melchior Wilkens/ Gewesenen Fürnehmen Bürgers/ Raths-Verwandten/ und Wohlverdienten Diaconi an S. Aegidii in Hannover/ nachgelassener Wittwen / In einer Leich-Sermon ... Vorgestellet/ und auff Begehren zum Druck befordert Durch M. Georgium Münch/ Pastorem zu S. Aegid. in Hannover, Hannover: Druck von Georg Friedrich Grimm, [1678], Digitalisat über die Staatsbibliothek Berlin